# Bianchi S 9
Der Bianchi S 9 (auch Bianchi S.9) ist ein Pkw-Modell. Hersteller war Bianchi aus Italien.

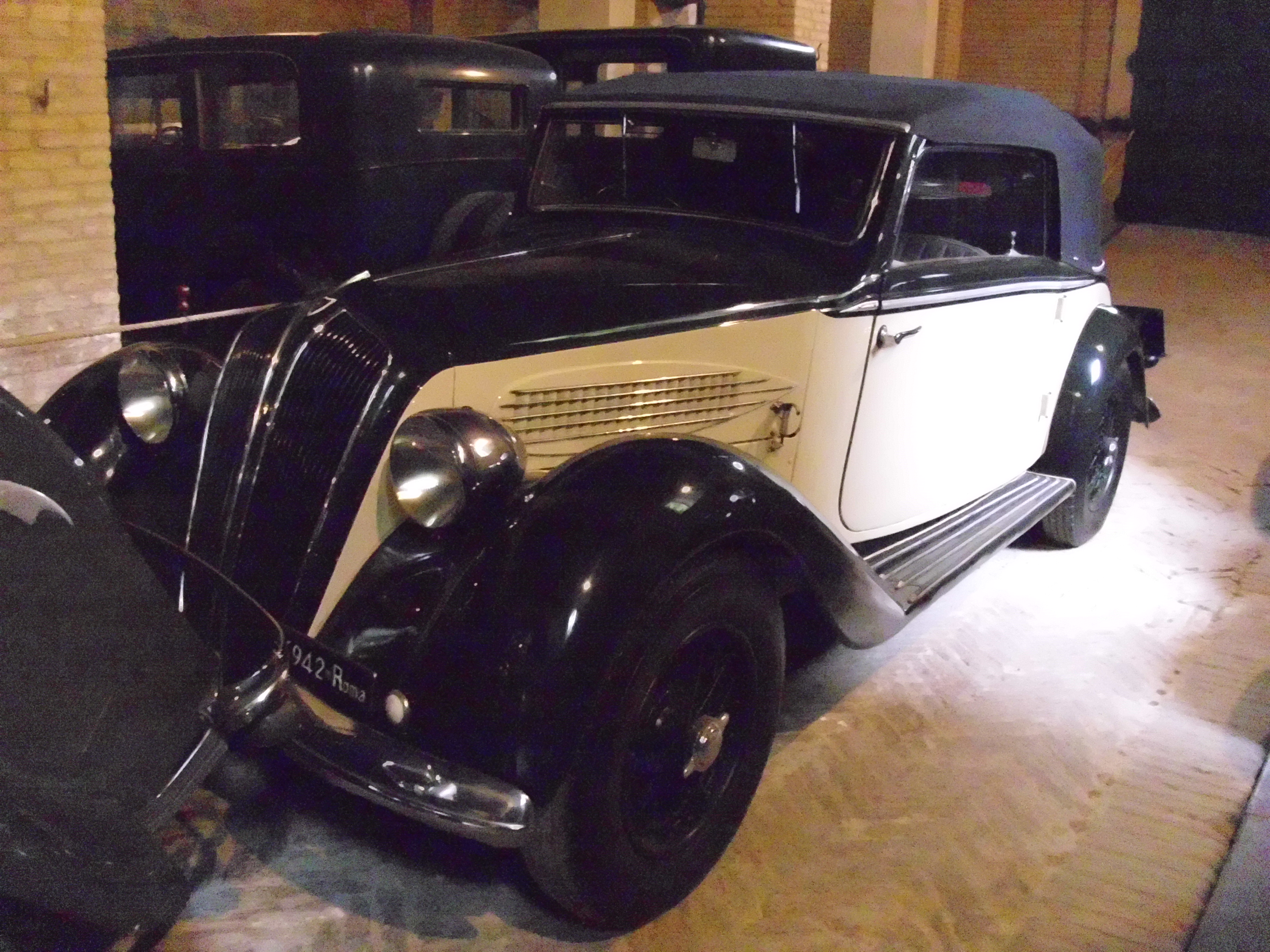
Bianchi S 9 als Cabriolet

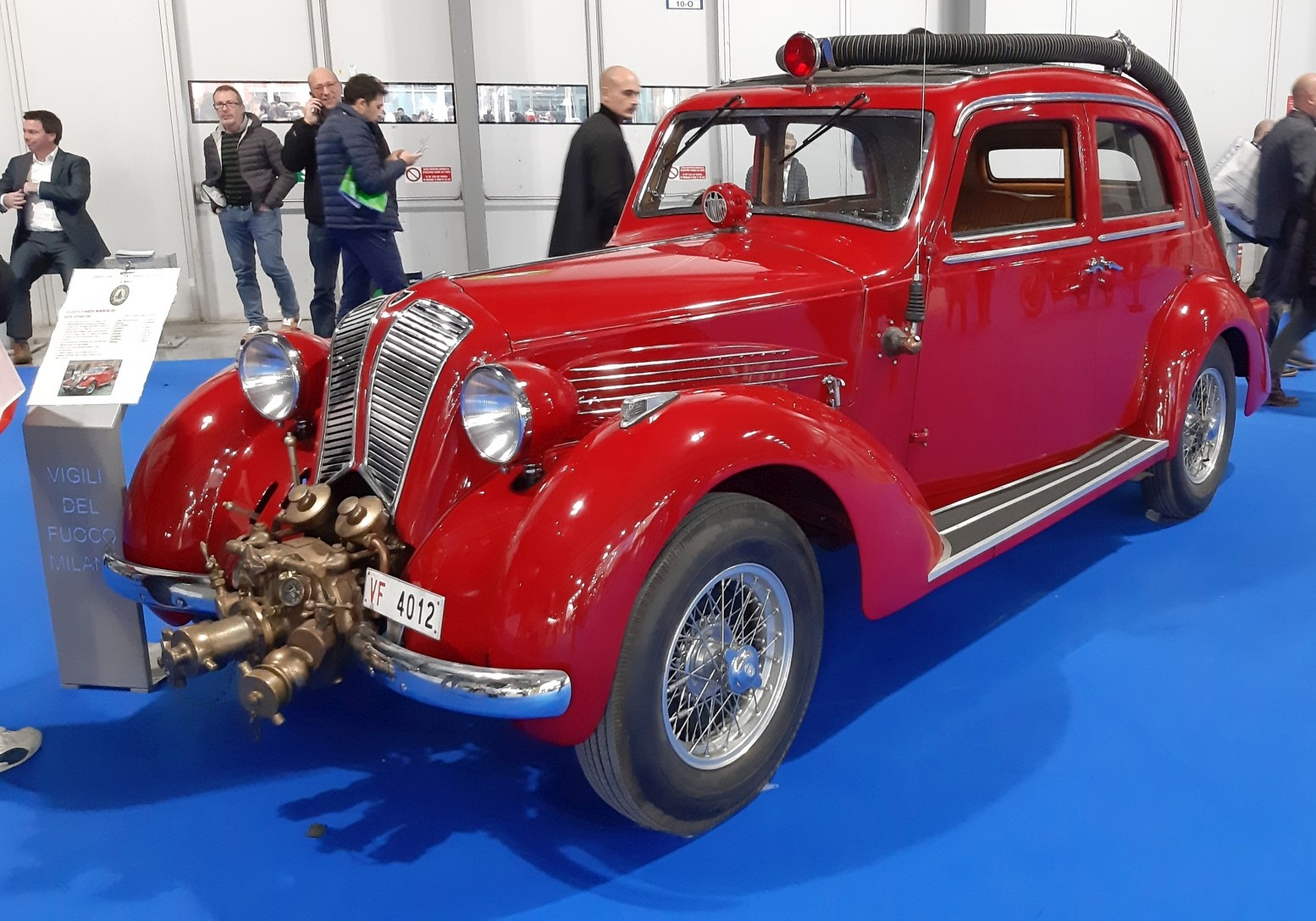
Bianchi S 9 von 1938 mit Feuerwehrausrüstung

## Beschreibung

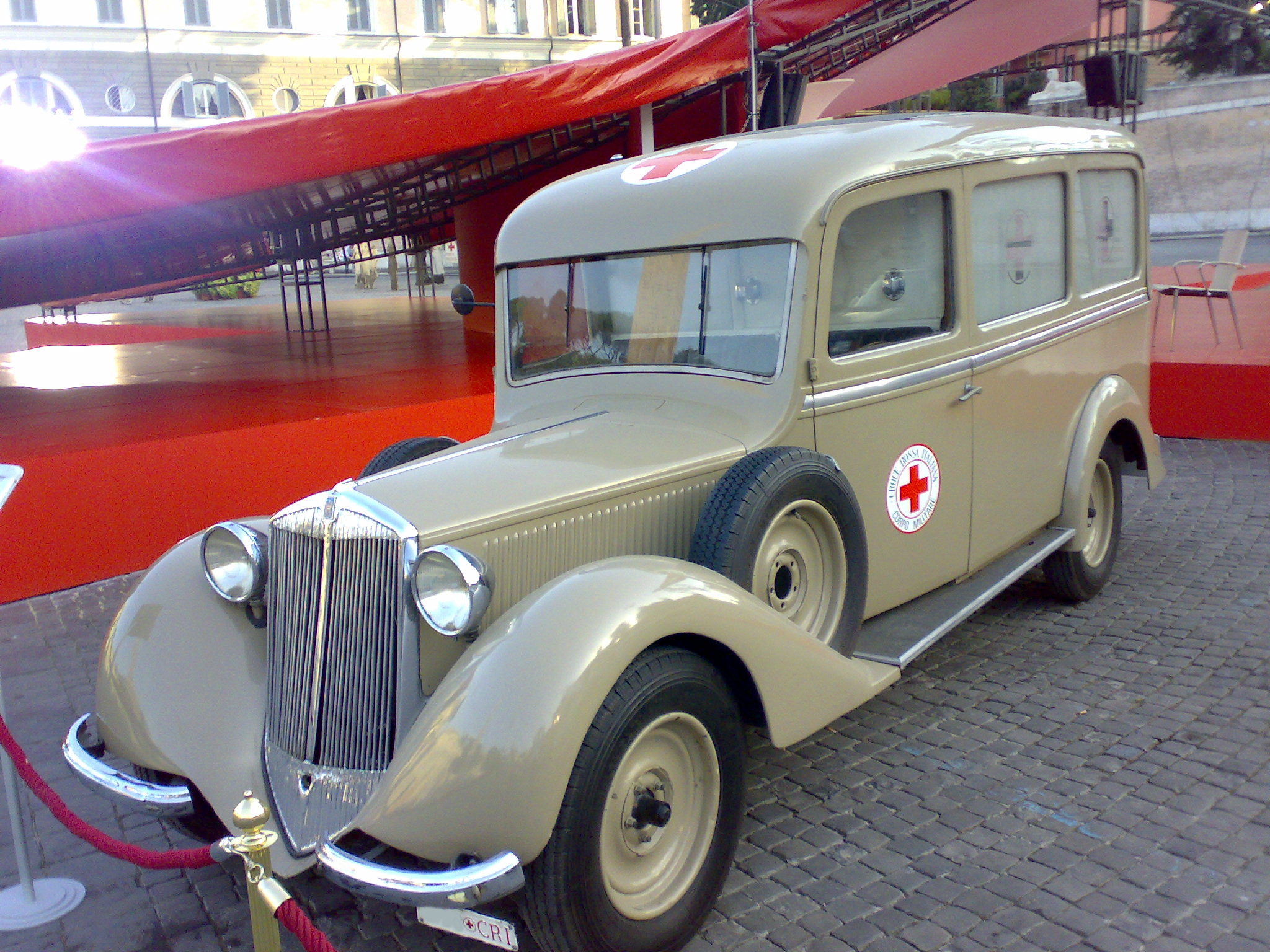
Bianchi S 9 als Krankenwagen mit Aufbau von der Carrozzeria Garavini

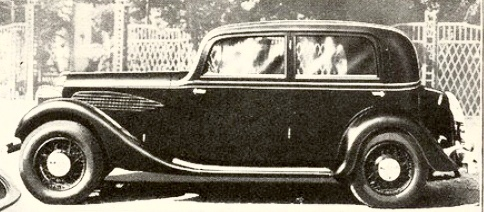
Bianchi S 9 Rimini

Das Fahrzeug wurde im Juni 1934 als Nachfolger des Bianchi S 5 vorgestellt. Es sollte gegen Fiat 515, Fiat 518, Fiat 1500, Lancia Artena, Lancia Augusta und Lancia Aprilia konkurrieren.
Der wassergekühlte Vierzylindermotor entsprach dem Vorgängermodell. 68 mm Bohrung und 100 mm Hub ergaben 1453 cm³ Hubraum. Die Motorleistung konnte auf 42 PS gesteigert werden. Dafür sind sowohl 4000 als auch 4200 Umdrehungen in der Minute angegeben. Erwähnt wird die OHV-Ventilsteuerung.
Der Motor war weiter vorne im Fahrgestell eingebaut als beim Vorgänger. Er trieb über ein teilsynchronisiertes Vierganggetriebe und eine Kardanwelle die Hinterachse an. Der Radstand wurde auf 2785 mm gekürzt, die Spurweite von 1400 mm beibehalten. Eine andere Quelle bestätigt den Radstand, nennt aber 1420 mm Spurweite. Eine weitere Quelle gibt wahlweise 2790 mm und 2990 mm Radstand an. Das Fahrgestell wog etwa 750 kg und eine viertürige Limousine etwa 1250 kg.
Angeboten wurden Limousine, Coupé, Pullman-Limousine, Cabriolet und Tourenwagen. Einige der Aufbauten erhielten Namen wie Riccione, Rimini, Dolomiti, Superga, Viareggio, Imperia, Mendola und Soave. Sie hatten als optisches Unterscheidungsmerkmal zum Vorgänger einen leicht schräg gestellten Kühlergrill und Luftschlitze in einem ovalen Bereich in den Seiten der Motorhaube. Modellpflege führte 1937 zu einem Kühlergrill, der noch schräger war.
Die Ausführung Coloniale für den Export in Gebiete mit schlechten Straßen hatte ein verstärktes Fahrgestell und zwei Reserveräder.
Der Karosseriehersteller Ambrosiano stellte ab 1938 einige Nutzfahrzeugvarianten her. Der Radstand wurde auf 3240 mm verlängert und die Spurweite auf 1420 mm verbreitert. Sie hatten Aufbauten als Pick-up, Kastenwagen, Krankenwagen und Kleinbus.
1939 endete die Produktion kriegsbedingt.